# Ulica Rybnicka w Wodzisławiu Śląskim
Ulica Rybnicka w Wodzisławiu Śląskim – ważny ciągi komunikacyjny, który łączy miasto z Rybnikiem i dalej Gliwicami, a w kierunki południowym za pośrednictwem ulic Witosa i Bogumińskiej z granicą z Czechami w Chałupkach. Jej początek wyznacza Rondo Karviny, które jest w kształcie nerki, na skrzyżowaniu ulic Jana Pawła II, Dworcowej, oraz Wincentego Witosa, a koniec – granica miasta. Ulicę tę przecina rzeka Leśnica. Nazwa ulicy od początku jest niezmieniana. Przy ulicy dominuje zabudowa jednorodzinna, poza trzema kamienicami wybudowanych przez kolej jeszcze na początku XX w. Poza tym jest dużo punktów usługowych związanych z transportem kołowym. Do 1 stycznia 1997 roku ulica ta mierzyła 4,6 km. Jednak w wyniku odłączenia się Radlina, obecna długość tej ulicy wynosi 1,9 km.

## Galeria

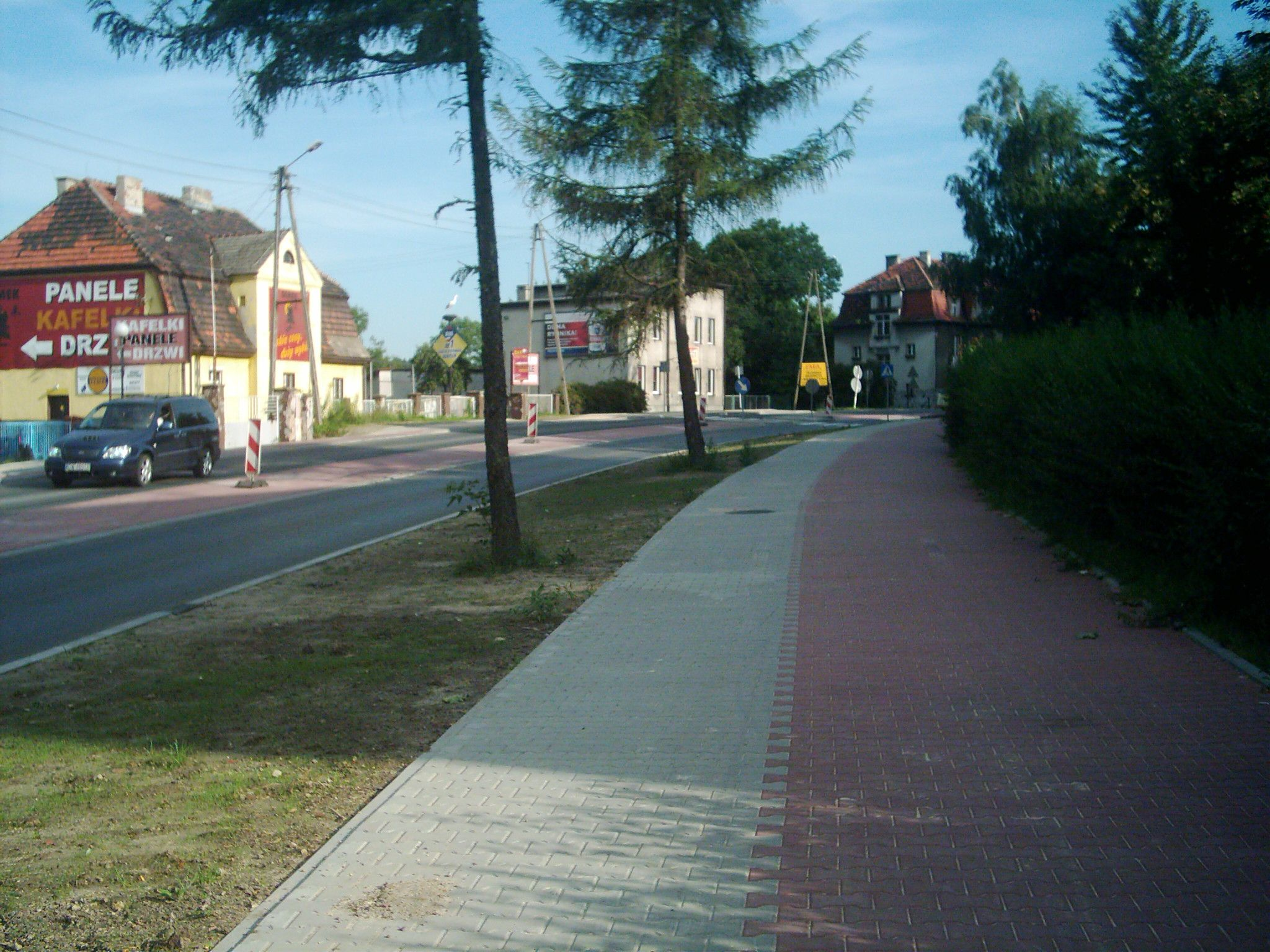
ul. Rybnicka w Wodzisławiu Śl. Widok w kierunku centrum w okolicach gazowni - po przebudowie drogi
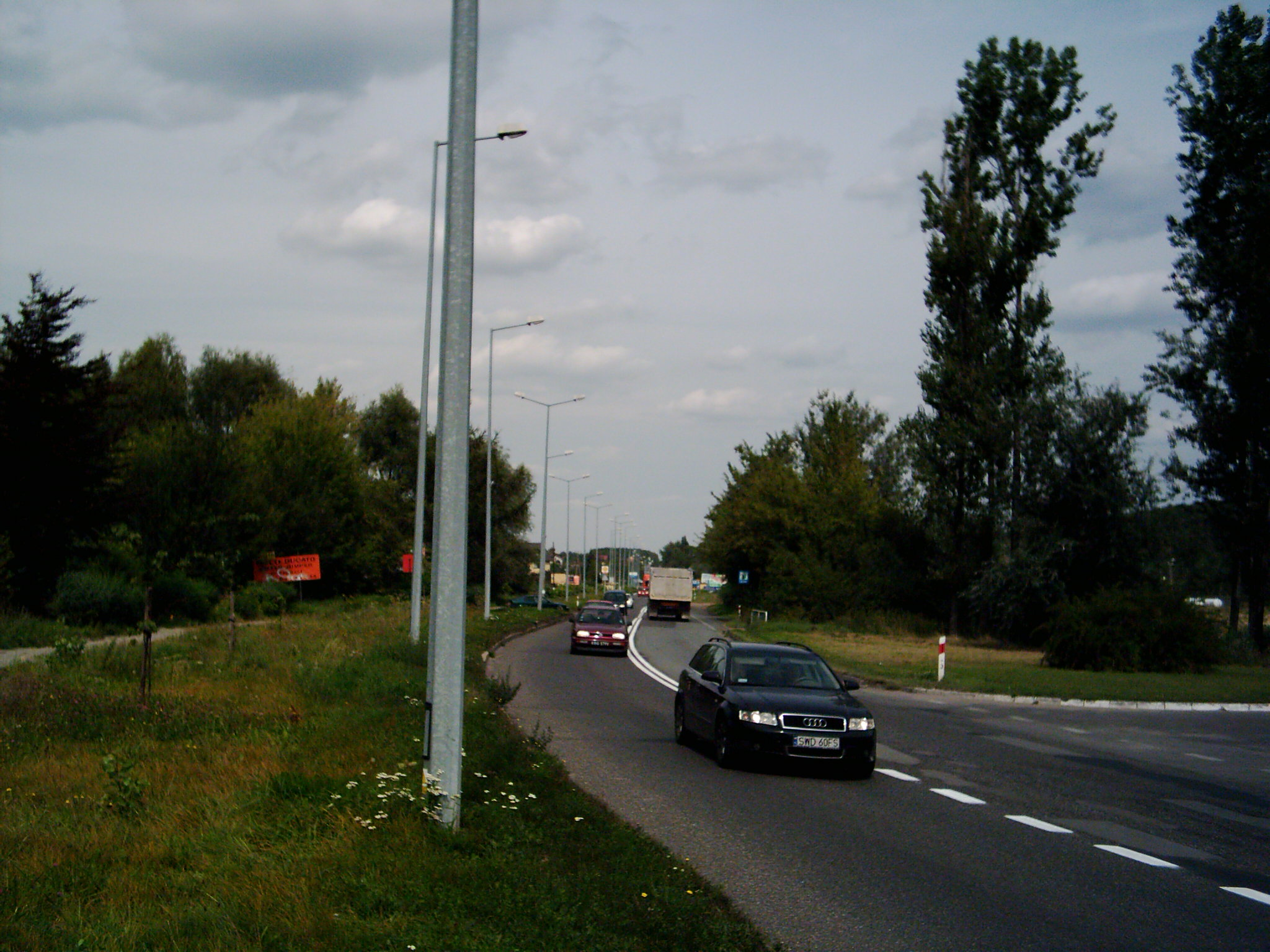
ul. Rybnicka - Widok w kierunku północnym.
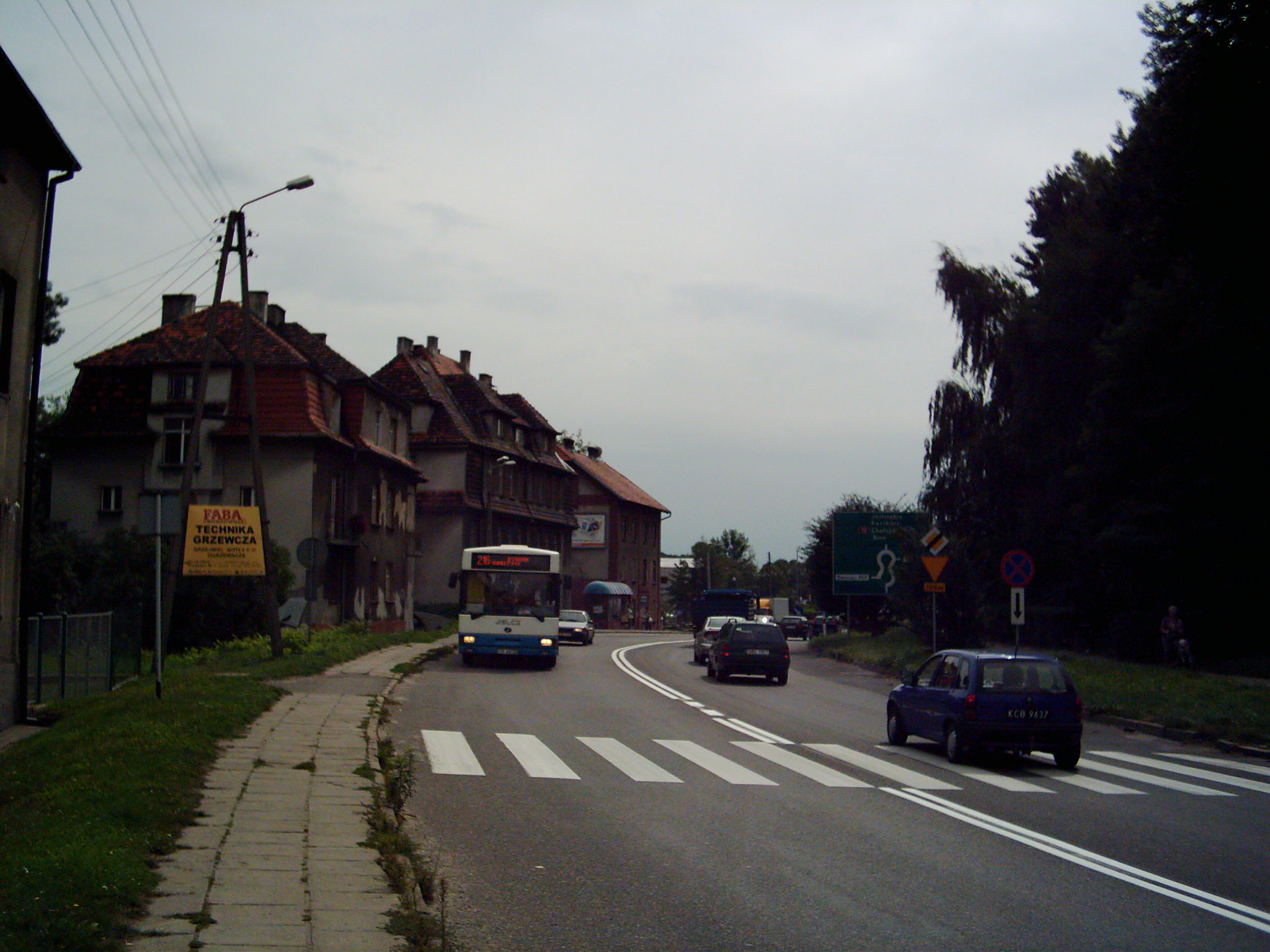
Ul. Rybnicka - widok ogólny. Po lewej widoczne kamienice kolejowe z początku XX w.
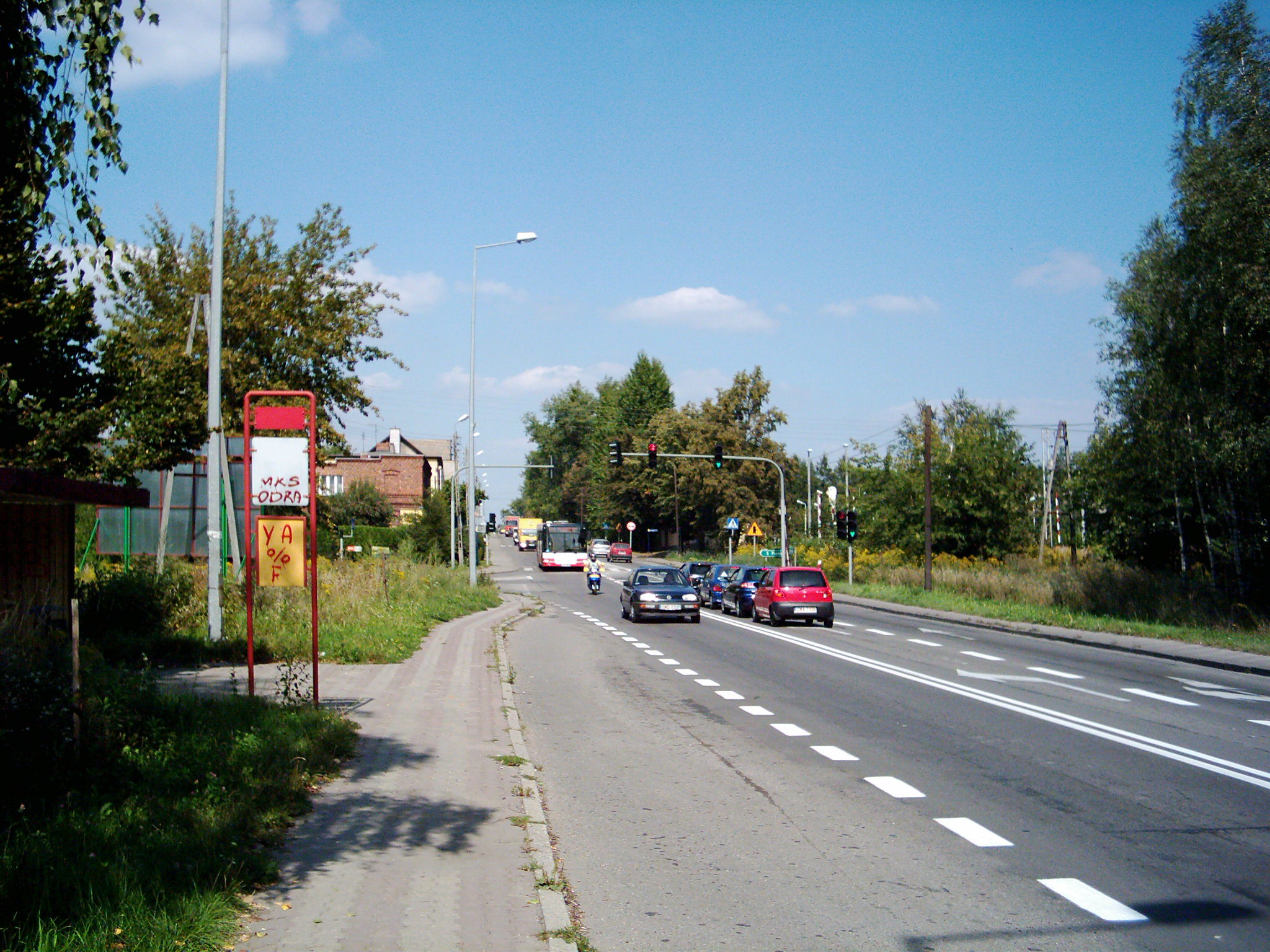
ul. Rybnicka w Wodzisławiu Śląskim - widok na skrzyżowanie z ul. B. Chrobrego
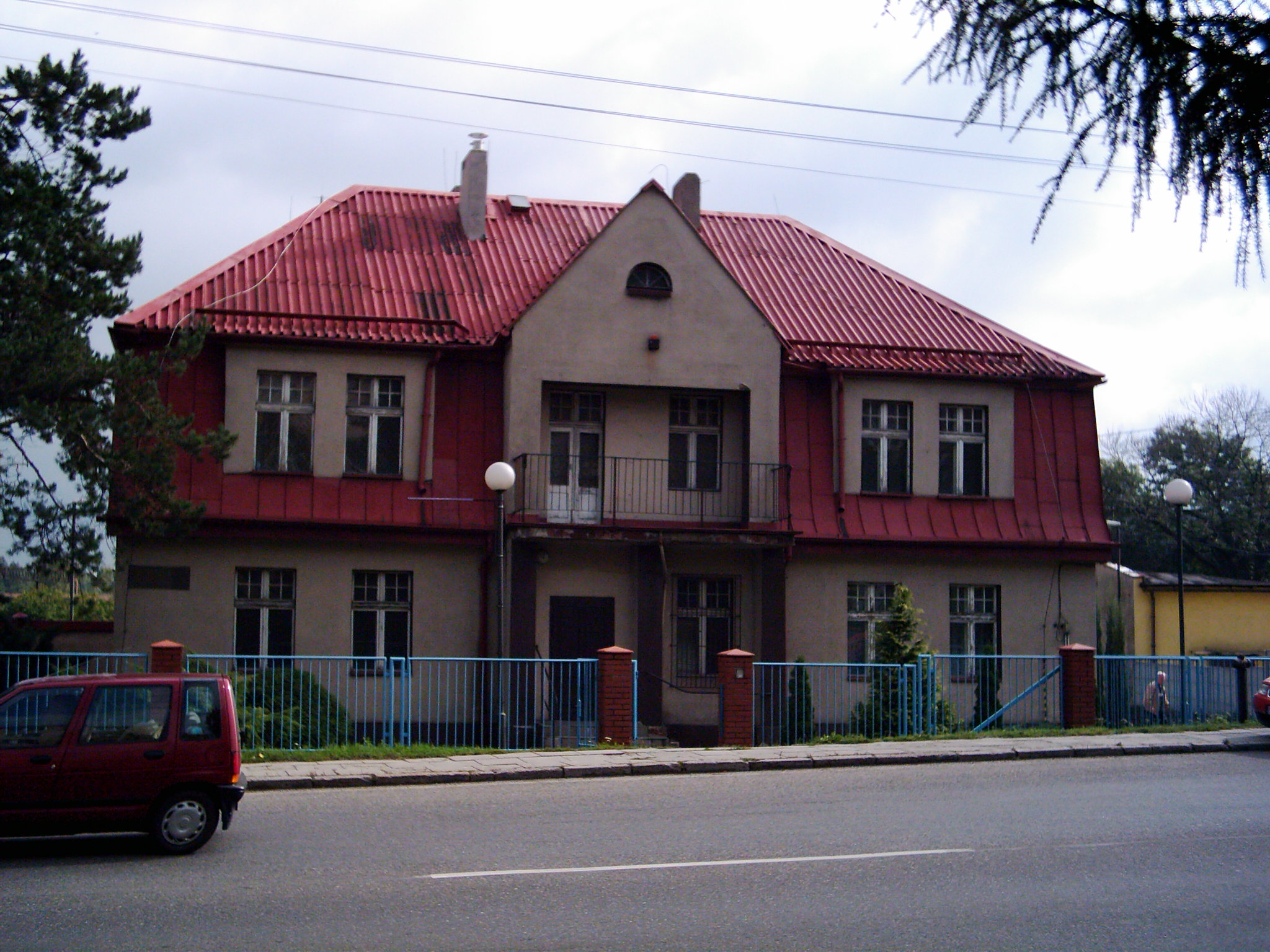
Siedziba GZG Zabrze - Rozdzielnia Gazu w Wodzisławiu - stary budynek BOK przy ul. Rybnickiej